# 안드레스 사비도
안드레스 사비도 마르틴(스페인어: Andrés Sabido Martín, 1957년 11월 13일, 마드리드 주 마드리드 ~)은 스페인의 전직 축구 선수로, 현역 시절 수비수로 활약했다.

## 수상
레알 마드리드
- 라 리가: 1977-78, 1978-79, 1979-80
- 코파 델 레이: 1979-80, 1981-82